# 鶴岡カトリック教会天主堂
鶴岡カトリック教会天主堂（つるおかカトリックきょうかいてんしゅどう）は、山形県鶴岡市にある教会。
1903年（明治36年）に建てられたヨーロッパ中世紀頃のロマネスク様式をもつ教会で、1979年（昭和54年）から国の重要文化財に指定されている。
日本で唯一黒い聖母像がある天主堂として知られる

## 概要
フランス人のパピノ神父の設計で、日本人大工の相馬富太郎が棟梁となって建築したと言われている。高さ23.7メートル、正面の幅10.8メートル、主棟奥行き23.75メートルの木造瓦葺のバジリカ型三廊敷きロマネスク様式の建物で、東北地方ではこの様式最古の建物である。

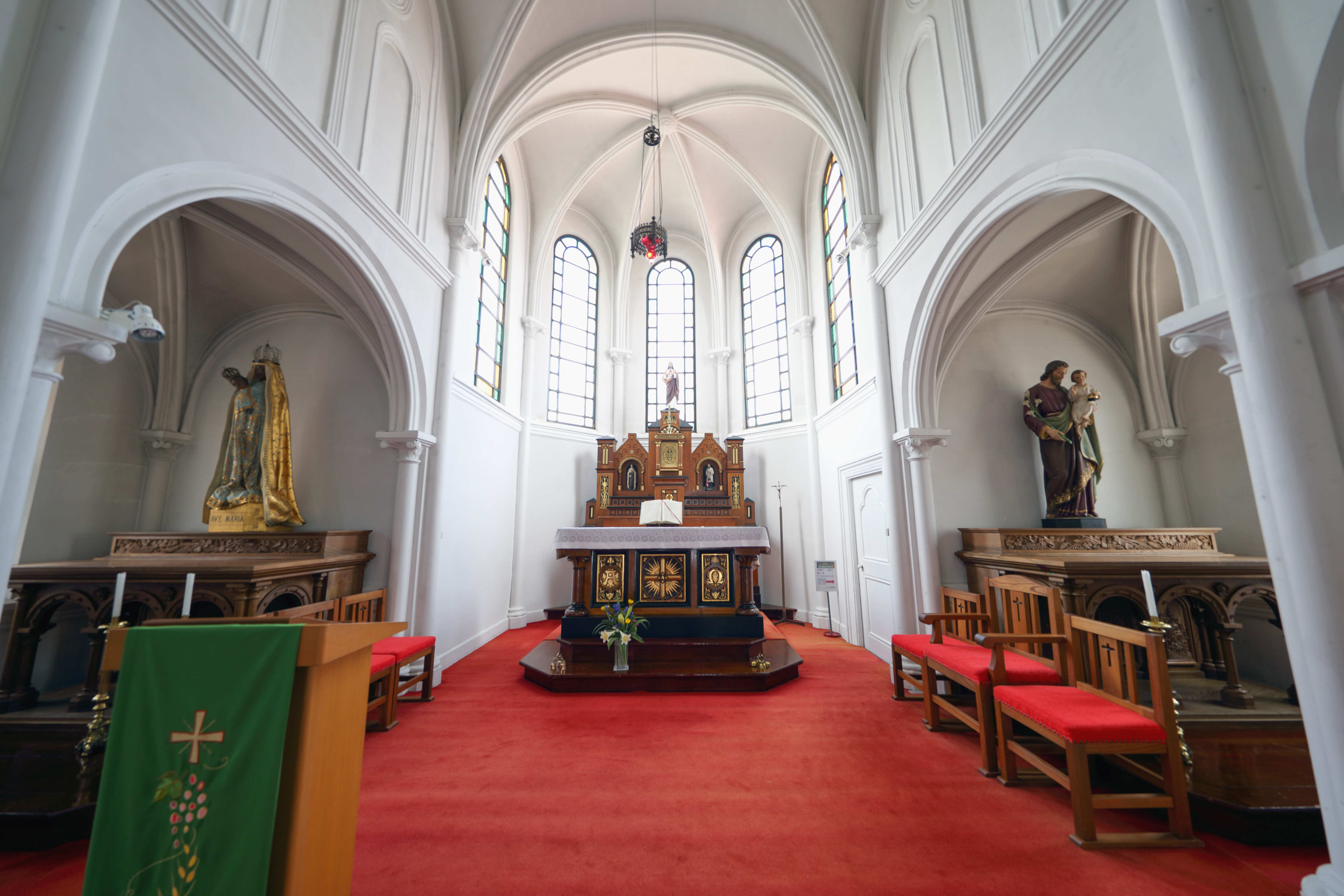
内陣
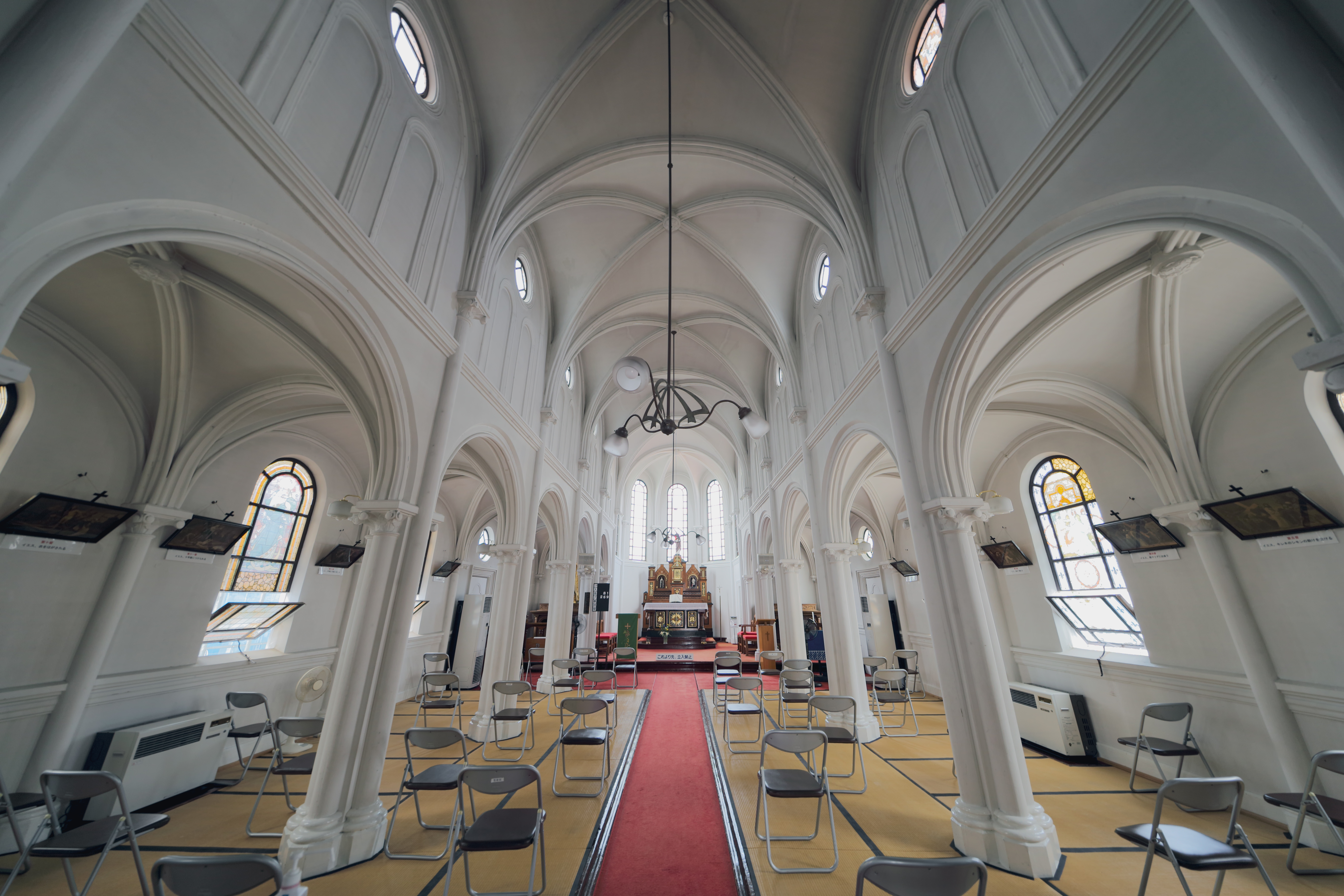
室内の様子
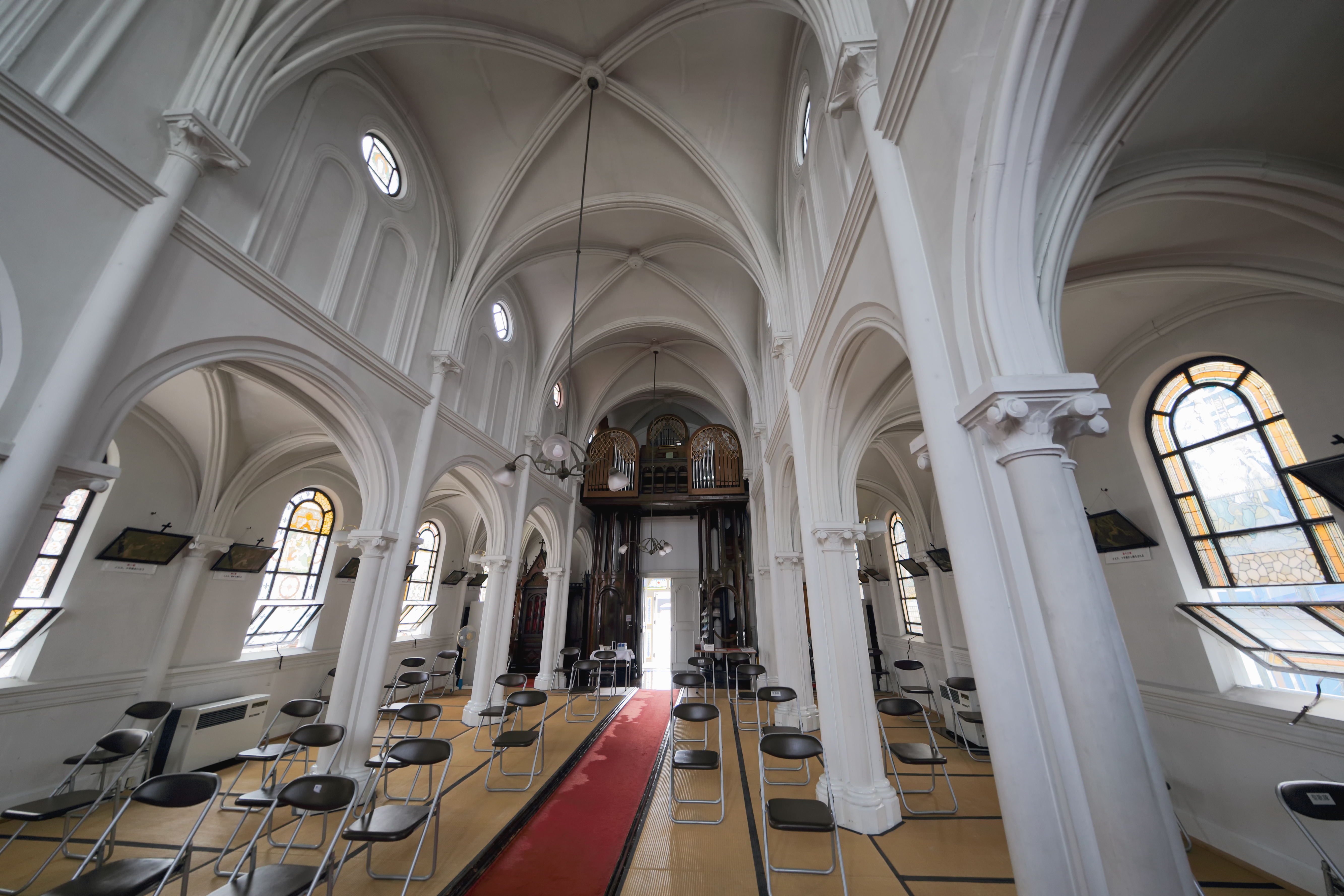
室内の様子
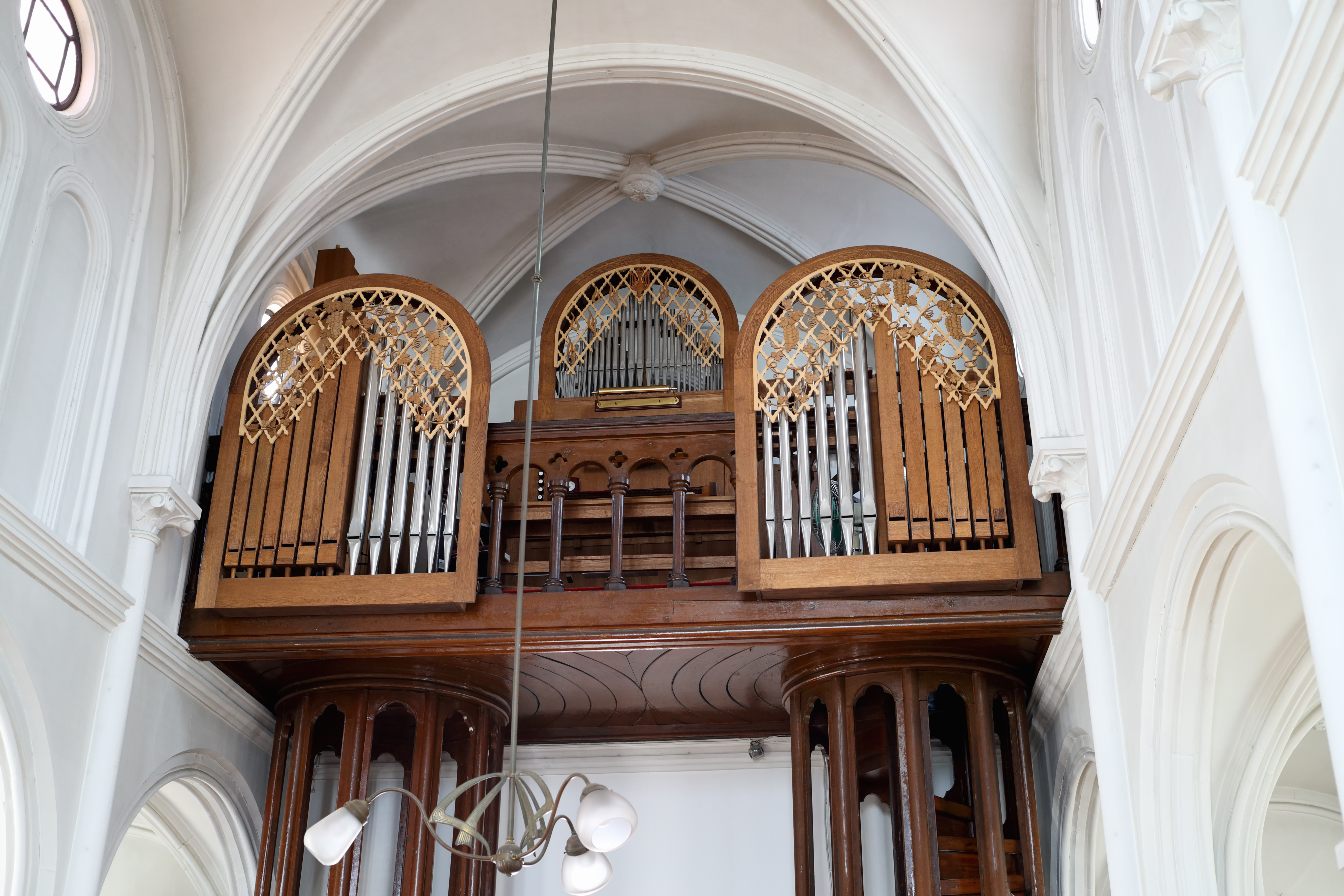
パイプオルガン
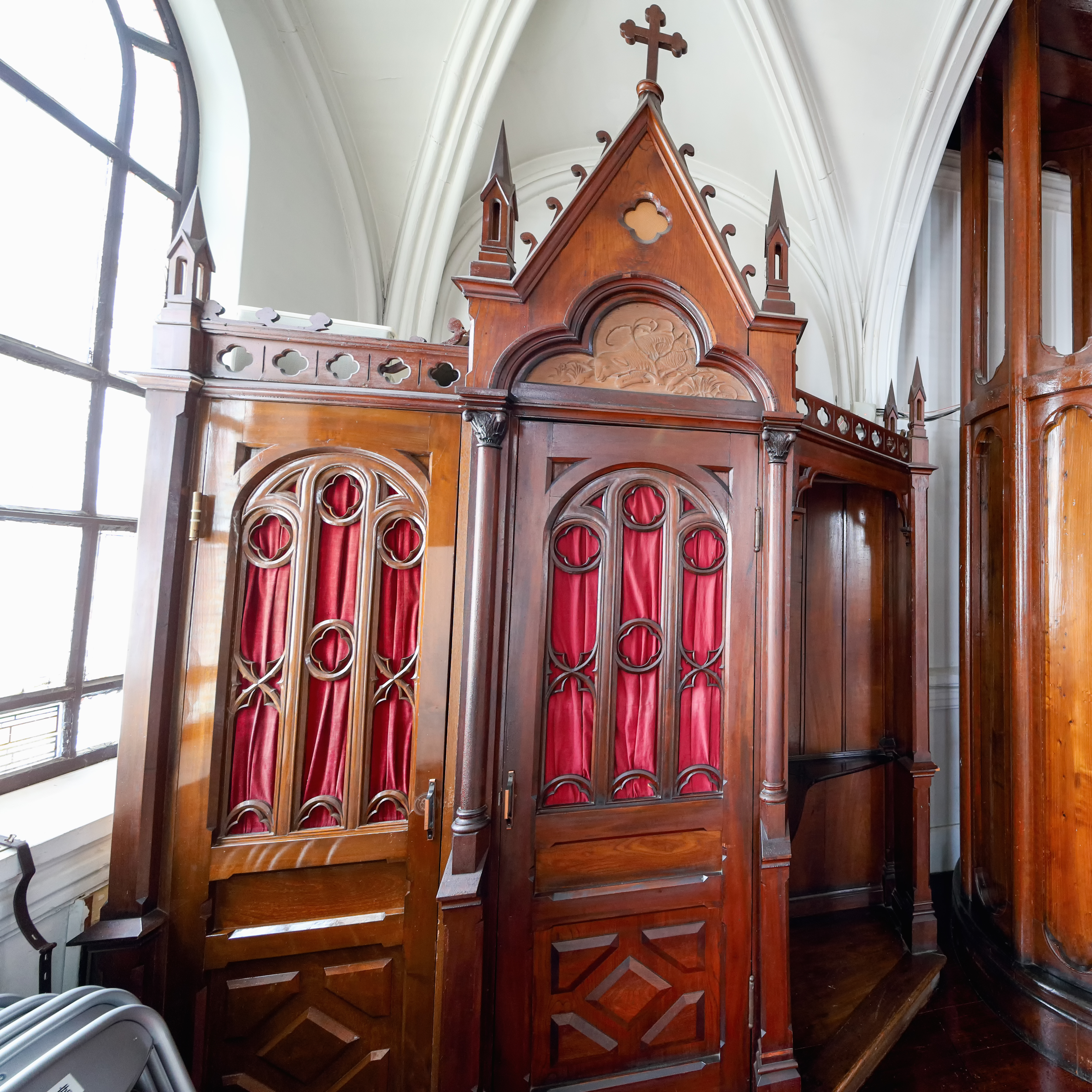
告解場

### 黒いマリア像

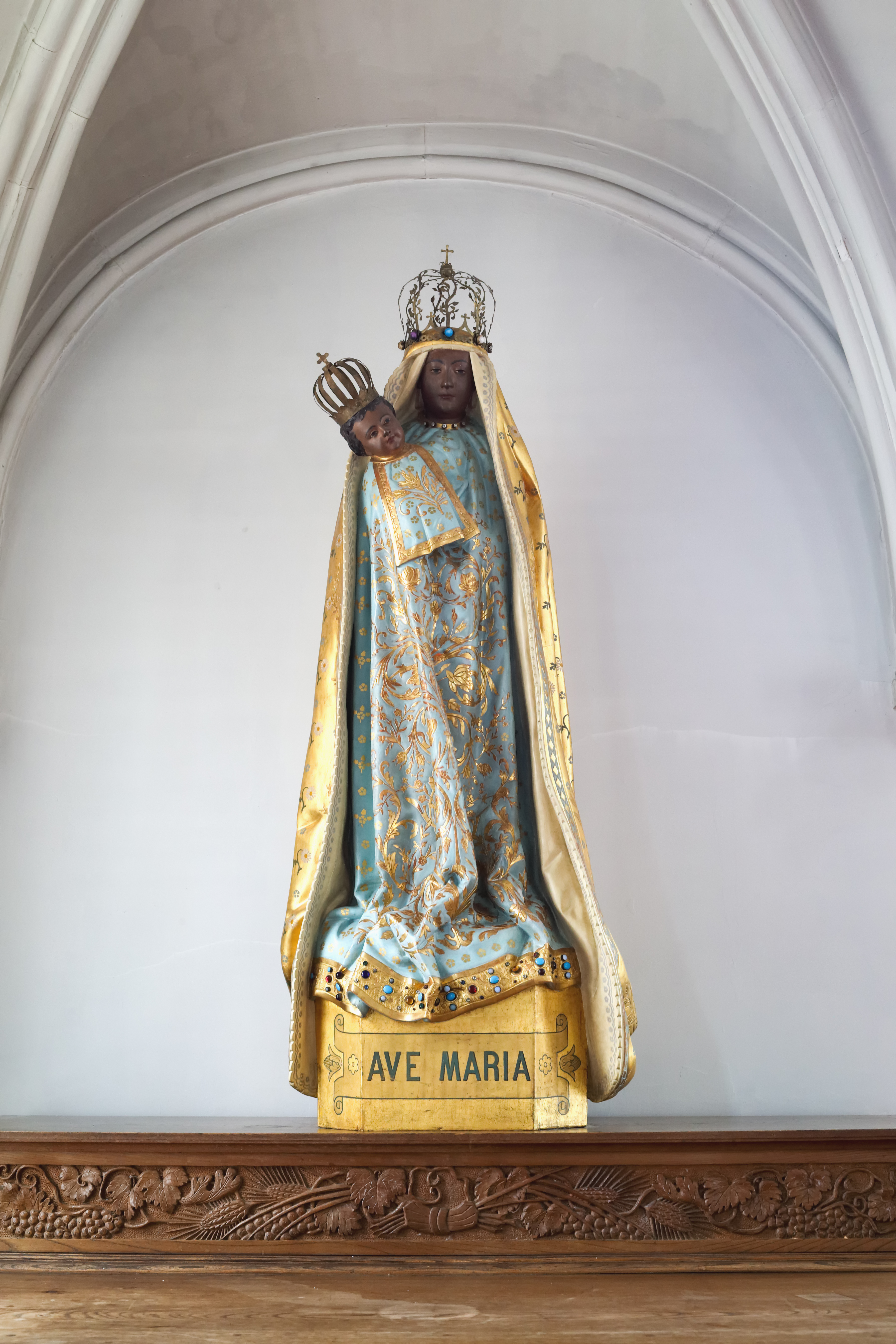
黒い聖母像

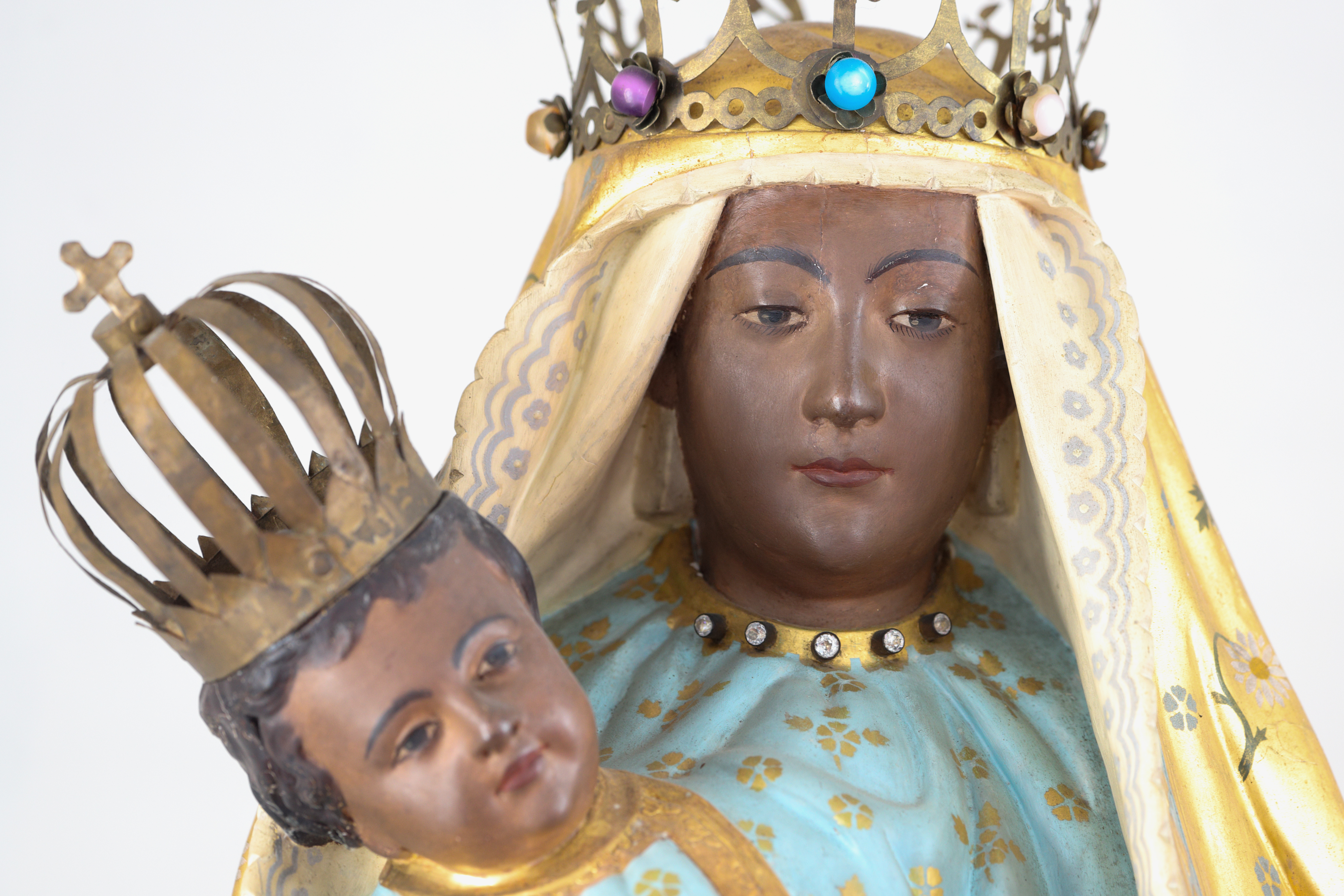
マリアがイエスを抱きかかえている

鶴岡カトリック教会天主堂の祭壇に飾られているのは、1903年に天主堂ができた記念にフランス ノルマンディー州 ドーバー・ラ・デリヴランデのデリブランド修道院から寄贈された「黒いマリア像」で、ノートルダム・ド・ラ・デリヴランデ聖堂（fr:Basilique Notre-Dame de la Délivrande）にある黒い聖母像の複製として、フランスで作られた、木の芯に石膏を被せたものである。日本にある「黒いマリア像」はこの一体のみである。

### 絵窓

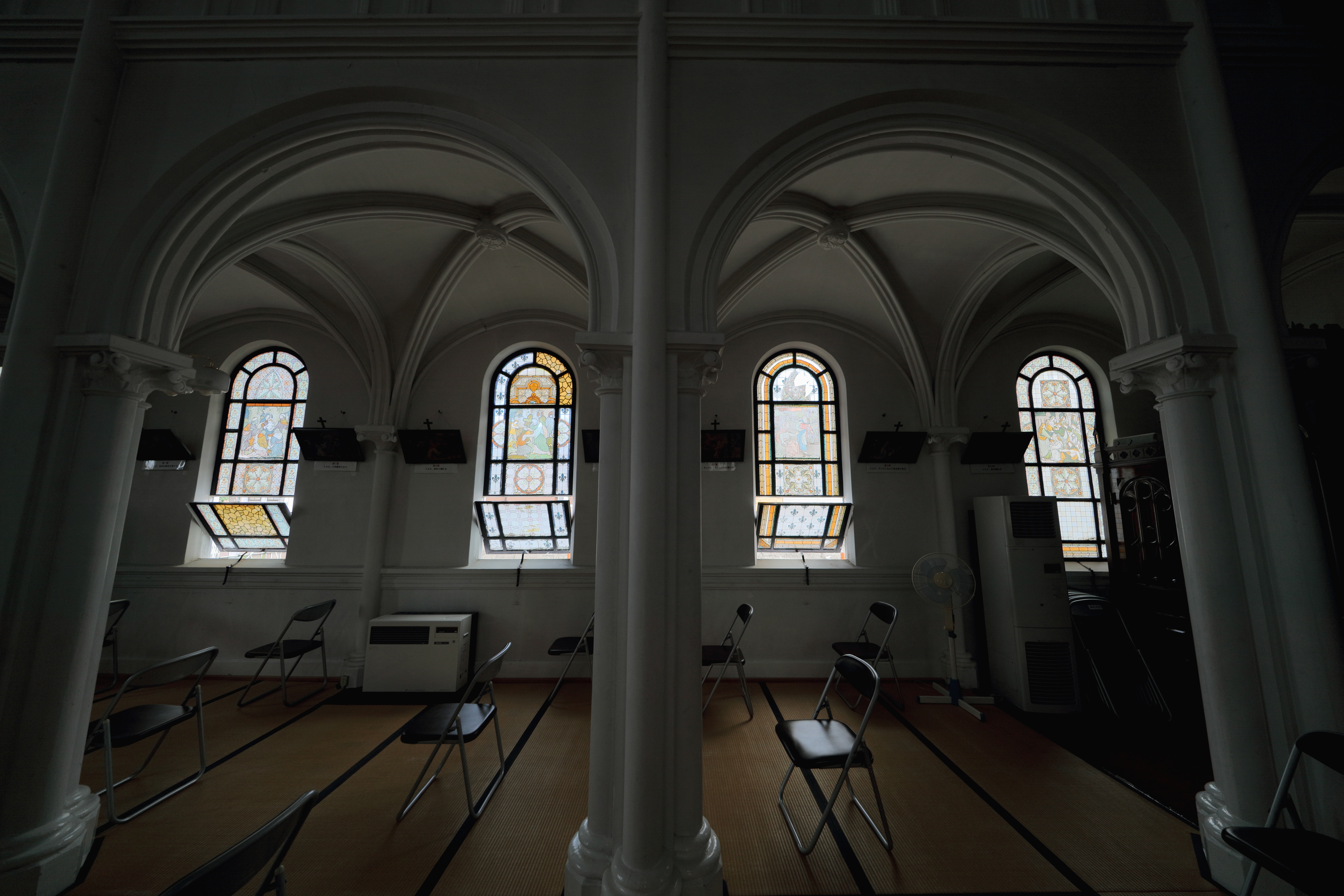
窓絵

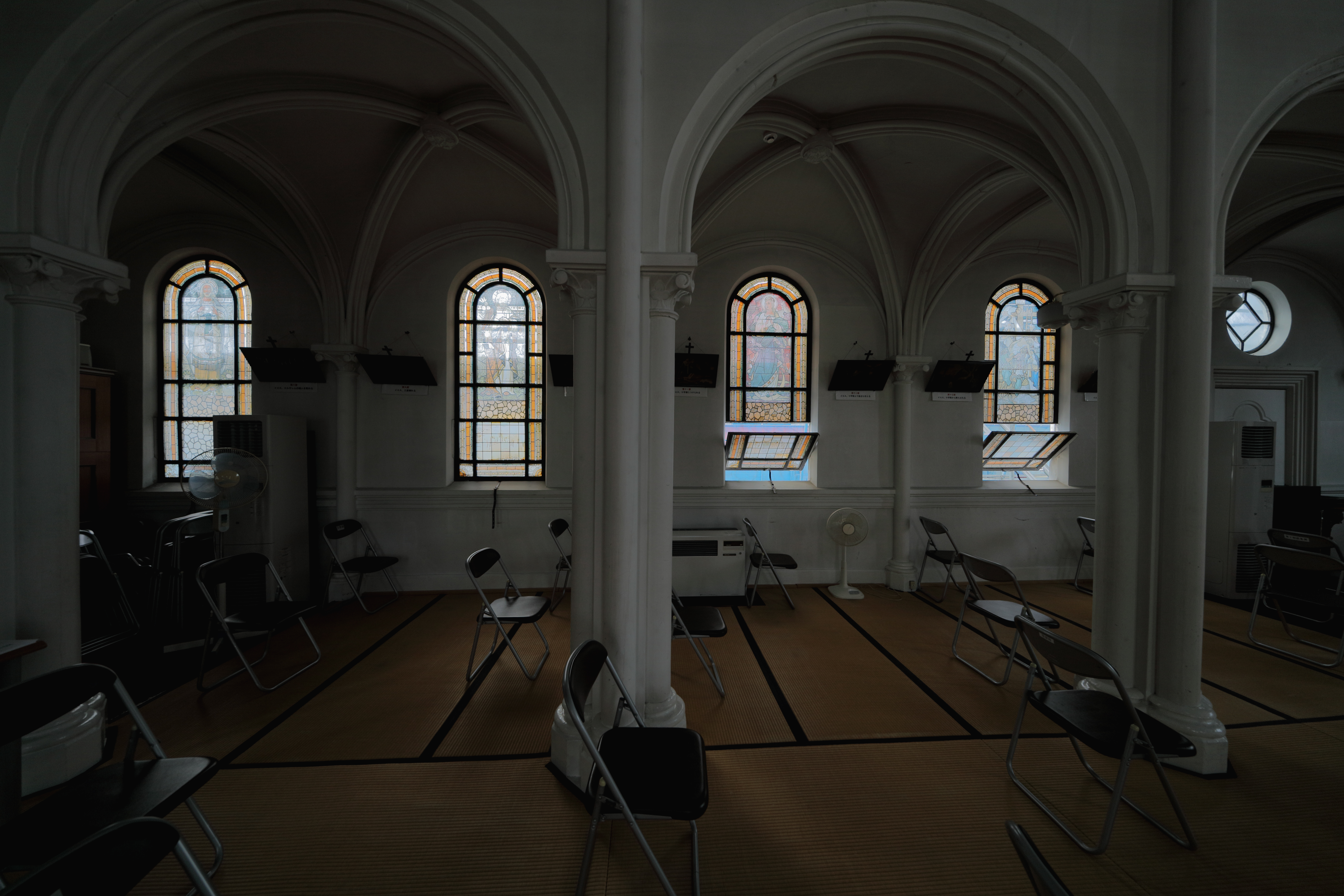
絵が描かれた透明な紙を2枚のガラスで挟んでいる

窓にはステンドグラスではなく、絵が描かれた透明な紙を2枚のガラスで挟んだ絵窓と呼ばれるものが使用されている。日本で絵窓が使われているのは、この建物が唯一である。

## 周辺の名所・施設
- 鶴岡公園
- 致道博物館
- 藩校致道館
- 鶴岡アートフォーラム

## アクセス
- 所在地：〒997-0035 山形県鶴岡市馬場町 7-19
  - 鶴岡駅から湯野浜温泉方面バス10分。市役所前下車徒歩5分。